# رحیم‌آباد (گاریزات)
رحیم‌آباد روستایی در دهستان گاریزات بخش گاریزات شهرستان تفت استان یزد ایران است.

## جمعیت
بر پایه سرشماری عمومی نفوس و مسکن در سال ۱۳۹۵ جمعیت این روستا ۲۰۲ نفر (۶۸خانوار) بوده‌است.